# Football Club Platinum
Il Football Club Platinum, abbreviato in FC Platinum, è una società calcistica zimbabwese di Zvishavane. Milita nella Premier Soccer League, la massima serie del campionato zimbabwese di calcio.
Fondato nel 1995, nel 2010 assunse il nome di Mimosa Football Club, per poi tornare alla denominazione originaria nel gennaio 2011. Ha vinto 3 campionati nazionali e una Coppa di Zimbabwe. Ha partecipato varie volte alla CAF Champions League.
Gioca le partite in casa alternandosi allo stadio Mandava di Zvishavane, dotato di 15 000 posti.

## Palmarès

### Competizioni nazionali
- Campionato zimbabwese: 4

2017, 2018, 2019, 2021-2022
- Coppa di Zimbabwe: 2

2014, 2021
- Supercoppa di Zimbabwe: 2

2014, 2021

### Altri piazzamenti
- Coppa di Zimbabwe:

finalista: 2016